# Trương Tấn Sang
Trương Tấn Sang (Long An, 21 de janeiro de 1949) foi presidente do Vietname e um dos principais líderes do país, ao lado do primeiro-ministro Nguyễn Tấn Dũng e líder do Partido Comunista Nguyễn Phú Trọng, entre 2011 e 2016. Ele tornou-se presidente do estado depois de uma votação da Assembleia Nacional em julho de 2011. O escritório é uma posição cerimonial, mas Sang também está em segundo lugar depois do Secretário General Nguyễn Phú Trọng na Secretaria Central do partido, um órgão que dirige a elaboração de políticas. Sang tem sido um membro do Politburo Central, o comitê executivo do Partido Comunista, desde 1996. Ele foi secretário do partido pela Cidade de Ho Chi Minh de 1996 a 2000. Ele foi promovido a abertura número dois do Partido Nacional em outubro de 2009. Há relatos de rivalidade entre Sang e o primeiro-ministro Dũng, e cada um é apoiado por uma facção dentro do partido.
Sang nasceu em 20 de janeiro de 1949, em Mỹ Hạnh, Đức Hòa, Long An.